# ماركوس هالستي
ماركوس هالستي (بالفنلندية: Markus Halsti)‏ (19 مارس 1984 هلسنكي فنلندا - ) هو لاعب كرة قدم فنلندي، يلعب كلاعب وسط.

## وصلات خارجية
ماركوس هالستي على موقع الاتحاد الدولي (مؤرشف)  (الإنجليزية)
- ماركوس هالستي على موقع الاتحاد الأوربي (الإنجليزية)
- ماركوس هالستي على موقع اتحاد السويد (السويدية)
- ماركوس هالستي على موقع الدوري الأمريكي (الإنجليزية)
- ماركوس هالستي على موقع قاعدة بيانات كرة القدم.إي يو (الإنجليزية)
- ماركوس هالستي على موقع ناشيونال فوتبول تيمز (الإنجليزية)
- ماركوس هالستي على موقع Soccerbase.com (لاعب) (الإنجليزية)
- ماركوس هالستي على موقع Soccerway.com (الإنجليزية)
- ماركوس هالستي على موقع عالم كرة القدم.نت (الإنجليزية)
- ماركوس هالستي على موقع AS.com (الإسبانية)